# Yuji Ishikawa
Yuji Ishikawa (石川 裕司 Ishikawa Yuji?, nacido el 2 de julio de 1979 en Shimane) es un exfutbolista japonés. Jugaba de defensa y su último club fue el Tokushima Vortis de Japón.

## Trayectoria

### Clubes
| Club                | País  | Año         |
| ------------------- | ----- | ----------- |
| Sanfrecce Hiroshima | Japón | 1998 - 2000 |
| Tokushima Vortis    | Japón | 2001 - 2008 |